# Bartolomeo Zamberti
Bartolomeo Zamberti (Venezia, 1473 – Venezia, 1539) è stato un filosofo, scrittore, stampatore e bibliofilo italiano.

## Biografia
Fu responsabile della traduzione latina degli Elementi di Euclide.
Fu anche curatore della raccolta di poesie italiane Isolario.